# Beyblade Burst Rise
Chronologie
Beyblade Burst Turbo Beyblade Burst Sparking
Beyblade Burst Rise, connue au Japon sous le nom de Beyblade Burst GT (Gachi) (ベイブレードバーストGT(ガチ), Beiburēdo Bāsuto Gachi), est une série d'original net animation diffusée sur les chaînes YouTube CoroCoro et Takara Tomy. Il s'agit de la quatrième saison de Beyblade Burst et du premier ONA de la franchise Beyblade. La version japonaise de cette saison compte 52 épisodes de 11 minutes et la version internationale compte 26 épisodes de 22 minutes.
La série est diffusée à partir du 5 avril 2019. La version internationale est distribuée par d-rights, une filiale d'Asatsu-DK,.

## Synopsis
Le légendaire Blader Valt Aoi a formé la prochaine génération de Bladers d'élite au BC Sol espagnol. Un jour, les recrues Bladers Dante Koryu et Delta Zakuro voient Valt déchaîner son nouveau Gamma Bey, Sword Valtryek. À leur grande surprise, Valtryek émet une lumière dorée nommé l'hyper flux alors qu'il se propage autour du stade. Inspirés par les possibilités illimitées de cet état «Hyper-Flux», Dante et Delta recherchent le même lien avec leurs Beys. 
Dante et son partenaire, Ace Dragon, partent pour le Japon, berceau du Beyblade. Mais le chemin de la gloire ne sera pas facile; de nombreux concurrents coriaces et Gamma Beys se dressent sur leur chemin, parmi eux certains des meilleurs à ne jamais le laisser se déchirer. Dante se rend vite compte qu'il devra faire tout ce qu'il faut pour approfondir son lien avec Dragon et le faire évoluer. 
Dante et Dragon ont-ils ce qu'il faut pour surmonter ces défis? Et parviendront-ils jamais à réaliser Hyper-Flux? Ici commence l'histoire de l'ascension de Dante et Dragon au sommet du monde des lames. 

## Personnages
Drum Koryu (虹龍ドラム, Kōryū Doramu)
Voix japonaise : Megumi Han ; voix anglaise : Erika Harlacher
Dans la version anglaise, il est appelé Dante Koryu,.
Valt Aoi (蒼井バルト, Aoi Baruto)
Voix japonaise : Marina Inoue ; voix anglaise : Kimlinh Tran
Amane Kusaba (草葉アマネ, Kusaba Amane)
Voix japonaise : Atsushi Abe ; voix anglaise : Griffin Puatu
Dans la version anglaise, il est appelé Arman Kusaba.
Fumiya Kindo (金道フミヤ, Kindō Fumiya, aussi Fumiya Kanemichi)
Voix japonaise : Natsuki Hanae ; voix anglaise : Kory Getman
Joe Rurikawa (瑠璃川ジョー, Rurikawa Jō)
Voix japonaise : Taishi Murata ; voix anglaise : Aleks Le
Dans la version anglaise, il est appelé Joe Lazure.
Lodin Haijima (灰嶋ロダン, Haishima Rodan)
Voix japonaise : Masami Iwasaki ; voix anglaise : Imari Williams
Delta Akane (茜デルタ, Akane Deruta)
Voix japonaise : Kensho Ono ; voix anglaise : Brian Timothy Anderson
Dans la version anglaise, il est appelé Delta Zakuro.
Pot Hope (ポット・ホープ, Potto Hōpu)
Voix japonaise : Sachi Kokuryu ; voix anglaise : Sarah Anne Williams
Dans la version anglaise, il est appelé Pheng Hope.
Blind DeVoy (ブリント・デボイ, Burinto Deboi)
Voix japonaise : Kōsuke Toriumi ; voix anglaise : Alejandro Saab
Dans la version anglaise, il est appelé Blindt DeVoy.
Aiga Akaba (赤刃アイガ, Akaba Aiga)
Voix japonaise : Tomoko Ikeda ; voix anglaise : Laura Stahl
Dans la version anglaise, il est appelé Aiger Akabane.
Arthur Percival (アーサー・パーシヴァル, Āsā Pāshivuaru)
Voix japonaise : Shouma Yamamoto ; voix anglaise : Ben Diskin
Dans la version anglaise, il est appelé Arthur Peregrine.
Gwyn Ronny (グウィン・ロニー, Gūin Ronī)
voix anglaise : Cristina Vee
Dans la version anglaise, il est appelé Gwyn Reynolds.

## Fiche technique
- Réalisateur : Kentaro Yamaguchi
- Conception des personnages : Toshiaki Ohashi
- Composition de la série : Hideki Sonoda
- Directeur général : Katsuhito Akiyama
- Producteur exécutif : Yuya Yokoyama, Naohiko Furuichi
- Coloriage : Jun Ouchi
- Directeur CGI : Futoshi Seo, Tetsuya Kubota
- Musique : Danny Jacob
- Producteur d'animation : Isami Abe